# Таузар (вілаєт)
Таузар (араб. ولاية توزر‎‎‎‎) — вілаєт Тунісу. Адміністративний центр — м. Таузар. Площа — 4 719 км². Населення — 100 300 осіб (2007).

## Географічне положення
Розташований на заході країни. На північному сході межує з вілаєтом Гафса, на південному сході — з вілаєтом Кебілі, на заході — з Алжиром. На південному сході знаходиться пересихаюче озеро Шотт-ель-Джерід.

## Населені пункти
- Таузар
- Декаш
- Ель-Хамма-дю-Джерід
- Нефта
- Тамеґза

| Туніс | Це незавершена стаття з географії Тунісу. Ви можете допомогти проєкту, виправивши або дописавши її. |